# KS Tomori Berat
Maillots
Le Klubi Sportiv Tomori Berat est un club de football albanais basé à Berat.

## Historique
- 1923 : fondation du club
- 1931 : le club est fondé par Muzeka Berat et KS Tomori Berat
- 1949 : le club est renommé : FK Berat
- 1950 : le club est renommé : Puna Berat
- 1957 : le club est renommé : KS Tomori Berat
- 2000 : 1re participation à une Coupe d'Europe (C3, saison 2000/01)

## Bilan sportif

### Palmarès
- Championnat d'Albanie :
  - Vice-champion : 2000

- Championnat d'Albanie de D2 :
  - Champion : 1951, 1971, 1977

- Coupe d'Albanie :
  - Finaliste : 1964

- Coupe des Balkans des clubs :
  - Demi-finaliste : 1992

### Bilan européen
Note : dans les résultats ci-dessous, le score du club est toujours donné en premier.
| Saison    | Compétition | Tour           | Club          | Domicile | Extérieur | Total |
| --------- | ----------- | -------------- | ------------- | -------- | --------- | ----- |
| 2000-2001 | Coupe UEFA  | Premier tour Q | APOEL Nicosie | 2 - 3    | 0 - 2     | 2 - 5 |

Légende
- Victoire ou qualification pour le tour suivant
- Match nul
- Défaite ou élimination de la compétition

## Anciens joueurs
- Klodian Arbëri
- Polizoi Arbëri
- Kliton Bozgo
- Përparim Kovaçi
- Emiljano Veliaj
- Camilo Lehnebach Bravo